# 72 (getal)
72 (tweeënzeventig) is het natuurlijke getal volgend op 71 en voorafgaand aan 73.
In de Franse taal (vooral in Frankrijk) is het getal 72 samengesteld uit meerdere telwoorden: soixante-douze (60+12). Andere Franstaligen, zoals de Belgen en de Zwitsers, gebruiken: septante deux.

## In de wiskunde
Tweeënzeventig is een Harshadgetal.

## Overig
72 is ook:
- Het jaar A.D. 72 en 1972.
- Het atoomnummer van het scheikundige element Hafnium (Hf).
- Het aantal punten in een duim.